# Rejowiec Fabryczny (gmina wiejska)
Rejowiec Fabryczny (do 1954 gmina Pawłów) – gmina wiejska w województwie lubelskim, w powiecie chełmskim. W latach 1975–1998 gmina położona była w województwie chełmskim.
Siedziba władz gminy jest miasto Rejowiec Fabryczny (stanowiący odrębną gminę miejską).
Gmina Rejowiec Fabryczny jest najmłodszą jednostką terytorialną województwa lubelskiego. Na mocy decyzji Rady Ministrów z grudnia 1990 roku gmina rozpoczęła samodzielny byt w lipcu 1991 roku, po oddzieleniu się od miasta Rejowiec Fabryczny.
Według danych z 30 czerwca 2004 gminę zamieszkiwało 4635 osób.

## Struktura powierzchni
Według danych z roku 2002 gmina Rejowiec Fabryczny ma obszar 87,51 km², w tym:
- użytki rolne: 62%
- użytki leśne: 21%

Gmina stanowi 4,92% powierzchni powiatu.

## Demografia

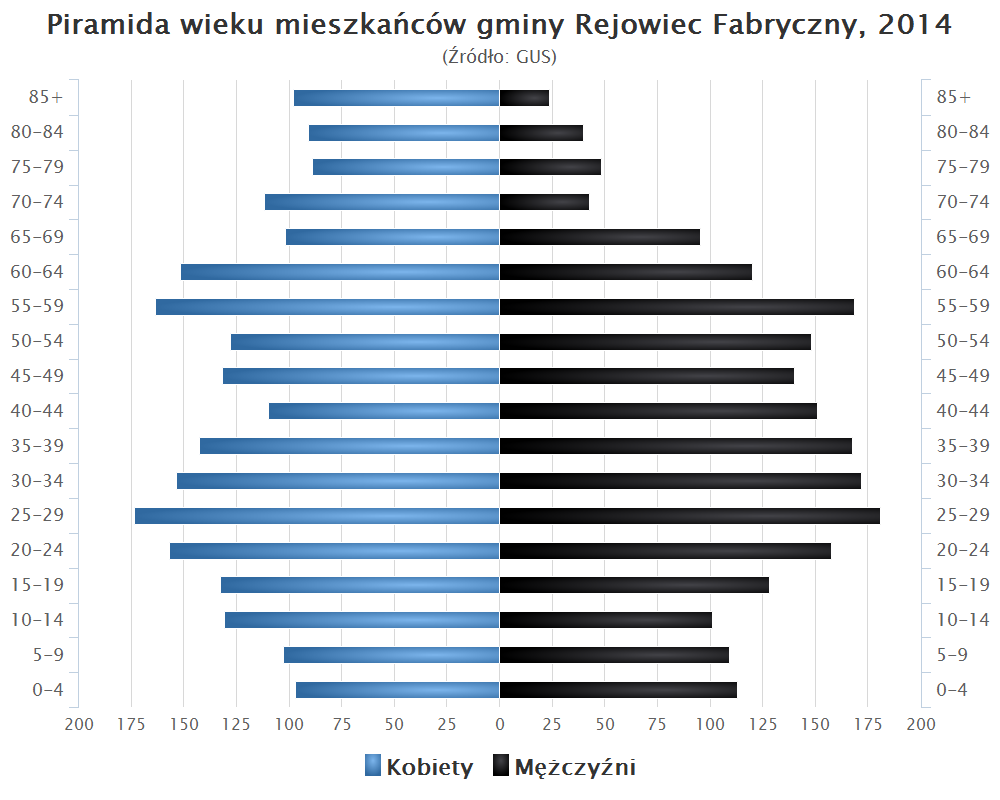
Piramida wieku mieszkańców gminy Rejowiec Fabryczny w 2014 roku

Dane z 30 czerwca 2004:
| Opis                              | Ogółem | Ogółem | Kobiety | Kobiety | Mężczyźni | Mężczyźni |
| --------------------------------- | ------ | ------ | ------- | ------- | --------- | --------- |
| Jednostka                         | osób   | %      | osób    | %       | osób      | %         |
| Populacja                         | 4635   | 100    | 2445    | 52,8    | 2190      | 47,2      |
| Gęstość zaludnienia [mieszk./km²] | 53     | 53     | 27,9    | 27,9    | 25        | 25        |

## Sołectwa
Gołąb, Józefin, Kanie, Kanie-Stacja, Krasne, Krzywowola, Leszczanka, Liszno, Liszno-Kolonia, Pawłów, Toruń, Wólka Kańska, Wólka Kańska-Kolonia, Zalesie Kańskie, Zalesie Krasieńskie.

## Sąsiednie gminy
Łopiennik Górny, Rejowiec, Rejowiec Fabryczny (miasto), Siedliszcze, Trawniki